# Aéroport de Shellbrook
Pour les articles homonymes, voir Shellbrook.
L'aéroport de Shellbrook est situé dans la municipalité rurale de Shellbrook No 310 (en) en Saskatchewan au Canada, à 1,9 km de l'est de Shellbrook.